# جائزة بوديل
جائزة بوديل (بالدنماركية: Bodilprisen)‏ هي جائزة للأفلام في الدنمارك. تأسست في سنة 1948. يتم تقديمها في حفل في كوبنهاغن. هي واحدة من أقدم جوائز الأفلام في قارة أوروبا. تعطى الجوائز دون اعتبار للمصالح التجارية أو مبيعات شباك التذاكر، وإنما لتسليط الضوء على الأفلام أو الممثلين الذين يعتبرهم النقاد الأكثر جدارة. توجد بها عدة فئات مثل أفضل ممثل، أفضل ممثلة وأفضل فيلم دنماركي.

## وصلات خارجية
- جائزة بوديل على موقع IMDb (الإنجليزية)

- الموقع الرسمي

‌